# St. James’s Gate

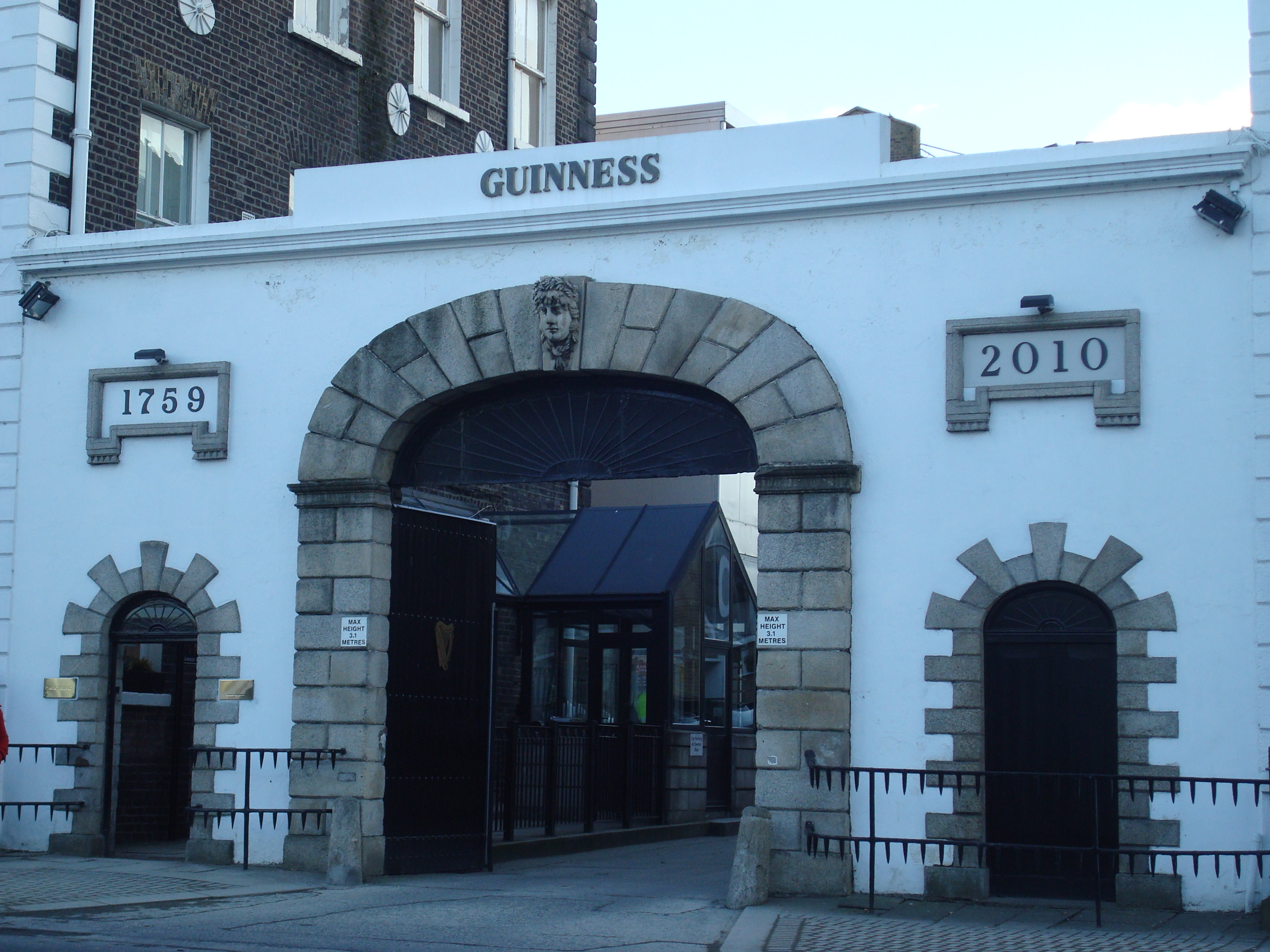
St. James’s Gate Brauerei (Guinness)

Das St. James’s Gate (irisch Geata San Séamas) war die westliche Einfahrt in die Stadt Dublin im Mittelalter. In dieser Zeit war es traditionell Ausgangspunkt der Pilgerreisen nach Santiago de Compostela in Spanien.
Koordinaten: 53° 20′ 36″ N, 6° 17′ 4,6″ W